# Хенрик Аверкамп
Хенрик Аверкамп (хол. Hendrick Avercamp; Амстердам, 1585 — Кампен, 15. мај 1634) је био холандски сликар.

## Биографија
Рођен у Амстердаму, у Холандији а по по црквеним списима званично крштен 27. јануара, 1585.
Био је нем због чега је добио надимак "de Stomme van Kampen" (Може се превести као мутавац из Кампена). Због свог талента, Хенрика шаљу у Амстердам да студира са Данским сликаром портрета Pieter Isaacks (1569—1625).
Као један од првих сликара пејазажа у 17. веку у немачкој школи, специјализовао се највише за сликање Холандије зими. Аверкампове слике су живе и пуне боја, са пажљиво осликаним људима које би убацивао у пејзаже.
Аверкампов рад је у ово време добијао на популарности, па је за живота продао много слика (већином рађени воденом бојом), цртежа и других његових радова. Краљица Елизабета II чак и данас има велику колекцију његових дела у замку Виндсор, у Енглеској.
Хенрик Аверкамп умире у Кампену, у Холандији.
Датума 26. марта 2004 велики кафе, носећи Аверкампово име, отвара се, славећи име познатог сликара који је стварао у раном 17. веку. Кафе је украшен са пар његових репродукција.

## Галерија
- Забава на леду
- Зимска сцена на каналу
- Зимска сцена са клизачима